# Gestión de producto
La gestión de productos (en inglés product management, abreviado PM) es la disciplina dentro de una empresa que se ocupa de la planificación, previsión y producción, o comercialización de un producto o productos en todas las etapas del ciclo de duración del producto.
El papel puede consistir en el desarrollo de productos y la comercialización de productos, que son esfuerzos diferentes (pero complementarios), con el objetivo de maximizar los ingresos de ventas, la cuota de mercado y los márgenes de ganancia. La gestión de productos también implica decisiones de eliminación. La eliminación del producto comienza con la identificación de los candidatos de la eliminación, el producto con la consideración de acciones correctivas, continúa con una proyección del impacto en el negocio en su totalidad si un producto del candidato se elimina eventual, y concluye con la etapa de implementación, donde la administración determina la estrategia de eliminación de un elemento. El jefe de producto es a menudo responsable de analizar las condiciones del mercado y de definir características o funciones de un producto y de supervisar la producción del producto. El papel de la gestión de productos abarca muchas actividades desde lo estratégico hasta lo táctico y varía en función de la estructura organizativa de la empresa. Para maximizar el impacto y los beneficios para una organización, la administración del producto debe ser una función independiente por separado.
Mientras que está implicado con el ciclo de vida entero del producto, el foco principal de la gerencia del producto está en la conducción del desarrollo de nuevos productos. Según la Asociación de Desarrollo y Gestión de Productos (ADGP), los nuevos productos superiores y diferenciados, que ofrecen beneficios únicos y un valor superior para el cliente, son el principal impulsor del éxito y la rentabilidad del producto.
Dependiendo del tamaño de la empresa y la historia, la gestión de productos tiene una variedad de funciones y roles. A veces hay un gestor de producto, y a veces el rol de Product Manager es compartido por otros roles. Con frecuencia hay responsabilidad de Ganancias y Pérdidas (G&P) como una métrica clave para evaluar el rendimiento del gestor de productos. En algunas empresas, la función de gestión de productos es el eje de muchas otras actividades en torno al producto. En otros, es una de las muchas cosas que tienen que suceder para llevar un producto al mercado y monitorear y gestionar activamente en el mercado. En las empresas muy grandes, el Gerente de producto puede tener un control eficaz sobre las decisiones de envío a los clientes, cuando las especificaciones del sistema no se cumplen.
La gestión de productos a menudo cumple un papel interdisciplinario, tendiendo un puente entre las brechas dentro de la empresa entre equipos de diferentes conocimientos, entre los que destacan los equipos orientados a la ingeniería y los equipos orientados comercialmente. Por ejemplo, los administradores de productos a menudo traducen objetivos de negocio establecidos para un producto mediante marketing o ventas en requisitos de ingeniería (a veces denominados Especificaciones Técnicas). Por el contrario, pueden trabajar para explicar las capacidades y limitaciones del producto terminado de nuevo a la comercialización y las ventas (a veces llamado una Especificación Comercial). Los administradores de productos también pueden tener uno o más informes directos que administren tareas operacionales y/o un gestor de cambios que puedan supervisar nuevas iniciativas. La fabricación es separada de la función de la investigación, el encargado del producto tiene la responsabilidad de tender un puente sobre los boquetes si cualesquiera existen.
En la mayoría de las empresas tecnológicas, la mayoría de los gestores de productos poseen conocimientos en las siguientes áreas: Informática, negocios y experiencia de usuario.

## Marketing de productos
- Análisis interno y externo del entorno en el que se desarrollará
- Consideraciones del ciclo de vida del producto.
- Diferenciación de producto.
- Denominación y branding de productos.
- Posicionamiento de productos y mensajería saliente.
- Características físicas y utilidad
- Promoviendo el producto externamente con la prensa, los clientes, y los socios.
- Realización de comentarios y habilitación de clientes (preproducción, software beta).
- Lanzamiento de nuevos productos al mercado.
- Seguimiento de la competencia.

## Desarrollo de productos
- Pruebas.
- Identificación de nuevos candidatos para productos.
- Considerando nuevos candidatos.
- Reunir la voz de los clientes.
- Definición de requisitos de producto.
- Determinar el negocio y la viabilidad.
- Alcance y definición de nuevos productos a alto nivel.
- Evangelizando nuevos productos dentro de la empresa.
- Construcción de planes de productos, en particular mapas tecnológicos.
- Desarrollar todos los productos según lo programado, trabajando en un camino crítico.
- Asegurar que los productos estén dentro de los márgenes de precios óptimos y hasta las especificaciones.
- Asegurar que los productos sean manufacturables y que optimicen el costo de los componentes y procedimientos.

## Entrante y saliente
Muchos se refieren a las funciones de entrada (desarrollo de productos) y salida (marketing de productos).
La gestión de productos entrantes (también conocido como marketing entrante) es el "radar" de la organización e implica la absorción de información como la investigación del cliente, la inteligencia competitiva, el análisis de la industria, las tendencias, las señales económicas y la actividad competitiva, así como documentar los requisitos y establecer la estrategia del producto.
En comparación, las actividades salientes se centran en distribuir o empujar mensajes, capacitar a las ventas, ir a estrategias de mercado y comunicar mensajes a través de canales como publicidad, relaciones públicas y eventos.
En muchas organizaciones las funciones entrantes y salientes son realizadas por la misma persona.
A medida que se discuten estos términos, otra forma de ver estas actividades es la gestión de productos ascendentes y descendentes, donde 'upstream' se refiere a cualquier actividad que ayude a definir, crear o mejorar el producto, mientras que 'downstream' se refiere a cualquier actividad que promueve el producto. Esto evita la confusión con el término "marketing entrante" que hoy en día se refiere claramente a una manera de hacer la gestión del producto descendente, refiriéndose a "hacer el producto accesible", es decir, puede ser encontrado por los sospechosos y prospectos (en comparación con ' saliente Marketing ', donde el producto es 'empujado' delante del sospechoso o prospecto. La confusión surge principalmente de la mezcla entre el término "Marketing" como disciplina, que comprende la gestión de productos, la MarCom (Marketing Communications), etc. y el uso del mismo término 'Marketing' como sinónimo de 'promoción' o 'publicidad', es decir, tomar un producto al mercado (es decir, 'downstream').
Es una sorpresa que esta confusión y ambigüedad sea difícil de entender, porque si nombra los departamentos principales (creación de valor) en las organizaciones actuales, puede asignar claramente a Ventas, I+D, Operaciones y Marketing sus respectivas funciones centrales y áreas de responsabilidad. La función central de Marketing, que lo diferencia de Ventas, Operaciones e I+D, es la propiedad de la mezcla de marketing (= 4 P: Producto, Lugar, Precio, Promoción). Aun así, muchas organizaciones ponen bajo 'Marketing' solo Market Communications (MarCom), que es solo el final operativo del marketing y solo un subconjunto de lo que comprende 'Promoción'. Desde la perspectiva de la Gestión de productos, MarCom es una función de soporte (como TI, recursos humanos, control, etc.). En las organizaciones, donde la gestión del producto es débil o inexistente, sus tareas son asumidas por los otros departamentos (es decir, las ventas definen la distribución ('Lugar'), las operaciones definen los precios, la I+D define el producto, MarCom decide la promoción.